# Ukrajina na Olimpijskim igrama
Ukrajina je prvi put sudjelovala na Olimpijskim igrama kao neovisna država 1994. godine, te je sudjelovala na svim Ljetnim i Zimskim olimpijskim igarama od tada. Prvi sportaš koji je osvojio zlatnu medalju za Ukrajinu bila je klizačica na ledu Oksana Bajul.
Prije nezavisnosti ukrajinski sportaši natjecali su pod zastavom Ruskog Carstva (1900. – 1912.) i Sovjetskog Saveza (1952. – 1988.), a nakon raspada Sovjetskog Saveza, ukrajinski sportaši bili su dio Ujedinjenog tima 1992. godine. Povijesno gledano, bilo je malo sportaša iz Ukrajine koji su nastupali za Rumunjsku, Poljsku i druge države. Svi ti sportaši nisu bili etnički Ukrajinci.
Neovisna Ukrajina je osvojila ukupno 115 medalja na ljetnim igrama i 7 na zimskim igrama, gimnastika je najuspiješniji sport.
Nacionalni olimpijski odbor Ukrajine osnovan je 1990. godine, a Međunarodni olimpijski odbor ga je priznao 1993. godine.

## Medalje
| Igre            | Sportaša                              | zlato                                 | srebro                                | bronca                                | ukupno                                | rank                                  |
| Atena 1896.     | dio Austrije i Mađarske               | dio Austrije i Mađarske               | dio Austrije i Mađarske               | dio Austrije i Mađarske               | dio Austrije i Mađarske               | dio Austrije i Mađarske               |
| Pariz 1900.     | dio Rusije, Austrije i Mađarske       | dio Rusije, Austrije i Mađarske       | dio Rusije, Austrije i Mađarske       | dio Rusije, Austrije i Mađarske       | dio Rusije, Austrije i Mađarske       | dio Rusije, Austrije i Mađarske       |
| St. Louis 1904. | dio Austrije i Mađarske               | dio Austrije i Mađarske               | dio Austrije i Mađarske               | dio Austrije i Mađarske               | dio Austrije i Mađarske               | dio Austrije i Mađarske               |
| 1908–1912       | dio Rusije, Austrije i Mađarske       | dio Rusije, Austrije i Mađarske       | dio Rusije, Austrije i Mađarske       | dio Rusije, Austrije i Mađarske       | dio Rusije, Austrije i Mađarske       | dio Rusije, Austrije i Mađarske       |
| Antwerpen 1920. | dio Čehoslovačke                      | dio Čehoslovačke                      | dio Čehoslovačke                      | dio Čehoslovačke                      | dio Čehoslovačke                      | dio Čehoslovačke                      |
| 1924–1936       | dio Čehoslovačke, Rumunjske i Poljske | dio Čehoslovačke, Rumunjske i Poljske | dio Čehoslovačke, Rumunjske i Poljske | dio Čehoslovačke, Rumunjske i Poljske | dio Čehoslovačke, Rumunjske i Poljske | dio Čehoslovačke, Rumunjske i Poljske |
| London 1948.    | nisu sudjelovali                      | nisu sudjelovali                      | nisu sudjelovali                      | nisu sudjelovali                      | nisu sudjelovali                      | nisu sudjelovali                      |
| 1952–1988       | dio SSSR-a                            | dio SSSR-a                            | dio SSSR-a                            | dio SSSR-a                            | dio SSSR-a                            | dio SSSR-a                            |
| Barcelona 1992. | dio Ujedinjenog tima                  | dio Ujedinjenog tima                  | dio Ujedinjenog tima                  | dio Ujedinjenog tima                  | dio Ujedinjenog tima                  | dio Ujedinjenog tima                  |
| Atlanta 1996.   | 231                                   | 9                                     | 2                                     | 12                                    | 23                                    | 9.                                    |
| Sydney 2000.    | 230                                   | 3                                     | 10                                    | 10                                    | 23                                    | 21.                                   |
| Atena 2004.     | 239                                   | 8                                     | 5                                     | 9                                     | 22                                    | 13.                                   |
| Peking 2008.    | 243                                   | 7                                     | 5                                     | 15                                    | 27                                    | 11.                                   |
| London 2012.    | 238                                   | 6                                     | 5                                     | 9                                     | 20                                    | 14.                                   |
| Ukupno          | Ukupno                                | 33                                    | 27                                    | 55                                    | 115                                   | 32                                    |

| Igre                 | Sportaša                              | zlato                                 | srebro                                | bronca                                | ukupno                                | rank                                  |
| Chamonix 1924.       | dio Čehoslovačke i Poljske            | dio Čehoslovačke i Poljske            | dio Čehoslovačke i Poljske            | dio Čehoslovačke i Poljske            | dio Čehoslovačke i Poljske            | dio Čehoslovačke i Poljske            |
| 1928. – 1936.        | dio Čehoslovačke, Rumunjske i Poljske | dio Čehoslovačke, Rumunjske i Poljske | dio Čehoslovačke, Rumunjske i Poljske | dio Čehoslovačke, Rumunjske i Poljske | dio Čehoslovačke, Rumunjske i Poljske | dio Čehoslovačke, Rumunjske i Poljske |
| 1948. – 1952.        | nisu se natjecali                     | nisu se natjecali                     | nisu se natjecali                     | nisu se natjecali                     | nisu se natjecali                     | nisu se natjecali                     |
| 1956–1988            | dio SSSR-a                            | dio SSSR-a                            | dio SSSR-a                            | dio SSSR-a                            | dio SSSR-a                            | dio SSSR-a                            |
| Albertville 1992.    | dio Ujedinjenog tima                  | dio Ujedinjenog tima                  | dio Ujedinjenog tima                  | dio Ujedinjenog tima                  | dio Ujedinjenog tima                  | dio Ujedinjenog tima                  |
| Lillehammer 1994.    | 37                                    | 1                                     | 0                                     | 1                                     | 2                                     | 13.                                   |
| Nagano 1998.         | 56                                    | 0                                     | 1                                     | 0                                     | 1                                     | 18.                                   |
| Salt Lake City 2002. | 68                                    | 0                                     | 0                                     | 0                                     | 0                                     | .                                     |
| Torino 2006.         | 52                                    | 0                                     | 0                                     | 2                                     | 2                                     | 25.                                   |
| Vancouver 2010.      | 52                                    | 0                                     | 0                                     | 0                                     | 0                                     | -]                                    |
| Soči 2014.           | 45                                    | 1                                     | 0                                     | 1                                     | 2                                     | 20.                                   |
| Ukupno               | Ukupno                                | 2                                     | 1                                     | 4                                     | 7                                     | 33.                                   |

| Sport           | zlato | srebro | bronca | ukupno |
| Gimnastika      | 6     | 3      | 7      | 16     |
| Boks            | 4     | 3      | 7      | 14     |
| Plivanje        | 4     | 2      | 1      | 7      |
| Streljaštvo     | 4     | 1      | 2      | 7      |
| Hrvanje         | 3     | 5      | 6      | 14     |
| Atletika        | 2     | 3      | 12     | 17     |
| Dizanje utega   | 3     | 2      | 3      | 8      |
| Kanu            | 2     | 2      | 2      | 6      |
| Mačevanje       | 2     | 0      | 2      | 4      |
| Jedrenje        | 1     | 2      | 2      | 5      |
| Streličarstvo   | 1     | 1      | 2      | 4      |
| Veslanje        | 1     | 1      | 1      | 3      |
| Biciklizam      | 0     | 1      | 2      | 3      |
| Judo            | 0     | 1      | 2      | 3      |
| Skokovi u vodu  | 0     | 0      | 2      | 2      |
| Rukomet         | 0     | 0      | 1      | 1      |
| Moderni petoboj | 0     | 0      | 1      | 1      |
| Ukupno          | 33    | 27     | 55     | 115    |

| Sport               | zlato | srebro | bronca | ukupno |
| Biatlon             | 1     | 1      | 3      | 5      |
| Umjetničko klizanje | 1     | 0      | 1      | 2      |
| Ukupno              | 2     | 1      | 4      | 7      |

## Vanjske poveznice
- Ukrajinski olimpijski odbor  Arhivirana inačica izvorne stranice od 13. ožujka 2008. (Wayback Machine)